# Blanchité
 (juin 2024).
Si vous disposez d'ouvrages ou d'articles de référence ou si vous connaissez des sites web de qualité traitant du thème abordé ici, merci de compléter l'article en donnant les références utiles à sa vérifiabilité et en les liant à la section « Notes et références ».
 (juin 2024).
La mise en forme du texte ne suit pas les recommandations de Wikipédia : il faut le « wikifier ».
Les points d'amélioration suivants sont les cas les plus fréquents. Le détail des points à revoir est peut-être précisé sur la page de discussion.
- Les titres sont pré-formatés par le logiciel. Ils ne sont ni en capitales, ni en gras.
- Le texte ne doit pas être écrit en capitales (les noms de famille non plus), ni en gras, ni en italique, ni en « petit »…
- Le gras n'est utilisé que pour surligner le titre de l'article dans l'introduction, une seule fois.
- L'italique est rarement utilisé : mots en langue étrangère, titres d'œuvres, noms de bateaux, etc.
- Les citations ne sont pas en italique mais en corps de texte normal. Elles sont entourées par des guillemets français : « et ».
- Les listes à puces sont à éviter, des paragraphes rédigés étant largement préférés. Les tableaux sont à réserver à la présentation de données structurées (résultats, etc.).
- Les appels de note de bas de page (petits chiffres en exposant, introduits par l'outil «  Source ») sont à placer entre la fin de phrase et le point final[comme ça].
- Les liens internes (vers d'autres articles de Wikipédia) sont à choisir avec parcimonie. Créez des liens vers des articles approfondissant le sujet. Les termes génériques sans rapport avec le sujet sont à éviter, ainsi que les répétitions de liens vers un même terme.
- Les liens externes sont à placer uniquement dans une section « Liens externes », à la fin de l'article. Ces liens sont à choisir avec parcimonie suivant les règles définies. Si un lien sert de source à l'article, son insertion dans le texte est à faire par les notes de bas de page.
- La présentation des références doit suivre les conventions bibliographiques. Il est recommandé d'utiliser les modèles {{Ouvrage}}, {{Chapitre}}, {{Article}}, {{Lien web}} et/ou {{Bibliographie}}. Le mode d'édition visuel peut mettre en forme automatiquement les références.
- Insérer une infobox (cadre d'informations à droite) n'est pas obligatoire pour parachever la mise en page.

Pour une aide détaillée, merci de consulter Aide:Wikification.
Si vous pensez que ces points ont été résolus, vous pouvez retirer ce bandeau et améliorer la mise en forme d'un autre article.
La blanchité (aussi blanchitude ou blancheur, issu de l'anglais : whiteness) est un néologisme décrivant un ensemble de concepts interdisciplinaires (dont les sciences politiques, la sociologie, le droit, l'histoire) utilisés par la critical race theory, les études postcoloniales, les études de genre, les cultural studies, et dans certaines analyses sur la construction socioculturelle. 
Elle peut décrire : un mode de problématisation des rapports sociaux de race ; l’hégémonie sociale, culturelle et politique blanche à laquelle sont confrontées les minorités ethnoraciales ; ou encore, aux États-Unis d'Amérique, un ensemble d'éléments considérés caractéristique des Blancs américains. 
On parle alors de « critical whiteness studies » pour les pays anglophones ou « estudos da branquitude » pour les pays lusophones.

## Étymologie
L'usage universitaire contemporain du concept de blanchité ou blanchitude renvoie aux « whiteness studies » anglophones. 
Le terme « blanchité » est la traduction de whiteness par la chercheuse en études féministes et afro-américaines Judith Ezekiel (es) (1956-) en 2002,. Ezekiel (Université d'État Wright (Ohio) et Université Toulouse-Jean-Jaurès) préfère ce dernier terme à « blanchitude », puisque celui-ci consisterait en « une affirmation de ce qui serait positif dans une culture « blanche », ce qui est parfaitement contradictoire avec le concept [de whiteness] ». 
En effet, selon Ezekiel, blanchitude renverrait à négritude, le mouvement littéraire et artistique des années 1920-1940 cherchant à valoriser les aspects positifs de la culture ou de l'identité noire, modèle sur lequel s'est ensuite basée la philosophe spécialiste du féminisme Marie-Josèphe Dhavernas pour créer le mot de « féminitude » en 1978, pour « désigner ce féminisme qui valorisait une soi-disant « nature » féminine (qu'on a plus tard appelé différentialisme ou essentialisme) ». Le terme de blanchitude effacerait, par le renvoi à la négritude, le caractère asymétrique des rapports et le statut hégémonique du « whiteness ».

## Définitions
Dans son livre dédié au concept, le sociologue britannique Steve Garner définit la blanchité comme l’hégémonie sociale, culturelle et politique blanche à laquelle sont confrontées les minorités ethnoraciales, aussi bien qu’un mode de problématisation des rapports sociaux de race.
Dans ses recherches, Maxime Cervulle pense que, le concept de blanchité ne renvoie pas à un type corporel, ni à une origine définie, mais à un construit social aux modalités dynamique par lesquelles, en certains contextes socio-historiques, certains individus ou groupes peuvent adhérer (selon un processus d'allo-identification) ou adhérer (selon un processus d'auto-identification) à une identité "blanche" socialement gratifiante

## Histoire
Une des autrices pionnières des whiteness studies est l'écrivaine afro-américaine Toni Morrison (1931-2019) qui, dans Playing In The Dark: Whiteness and the Literary Imagination (1990), réalise une méta-analyse critique de l’expression de la « blanchité » et du « blackness » dans la littérature canonique américaine dont les auteurs sont « Blancs ». Elle y présente la blanchité (« whiteness ») comme une construction sociale occidentale.
En 1993, la sociologue féministe Ruth Frankenberg publie son livre White Women, Race Matters: The Social Construction of Whiteness (1993), qui analyse le discours de femmes « blanches » qu’elle a interviewé de 1984 à 1986. Elle conclut notamment que la race est un élément modeleur de la vie des femmes blanches tout comme de celle des femmes noires.
Dans son ouvrage Dans le blanc des yeux. Diversité, racisme et médias (2013), le spécialiste des cultural studies Maxime Cervulle utilise le terme de « blanchité » dans sa présentation de la généalogie des whiteness studies. Il y rend notamment compte des débats, dont l'opposition en son sein entre les approches inspirées du marxisme (Noel Ignatiev (en), David Roediger (en)) et celles inspirées des théories féministes (Ruth Frankenberg, Peggy McIntosh).
Parmi les auteurs antécédents, masculins : W. E. B. Du Bois (1868-1963), James Baldwin (écrivain) (1924-1987), Theodore W. Allen (1919-2005). Parmi les autres auteures féministes dénonciatrices de la blanchité : Ruth Frankenberg (1957-2007)...

### En France

#### Mise en contexte
La France est un pays dont l'idéologie dominante est l'universalisme républicain, il n'empêche que cet universalisme a ses limites. De nombreuses personnes comme Mame-Fatou Niang et Julien Suaudeau dans leur ouvrage Universalisme, affirment même qu'il s'agit d'une arme doctrinale à laquelle on a assigné trois fonctions principales : refouler l’histoire du colonialisme français, maîtriser le roman national et présenter le racisme comme un objet lointain, étranger, obsolète, sans aucune réalité ni actualité dans la France d’aujourd’hui. Le racisme est un système qui crée des hiérarchies, des catégories et organisent inégalitairement la société française. c'est la conclusion de l'enquête Trajectoires et Origines[réf. nécessaire].
Si l'on paraphrase Rokhaya Diallo, pour mettre fin au racisme, on doit l'étudier. Si on doit l'étudier, on doit pouvoir le nommer. Et pour le nommer, nous avons besoin de pouvoir désigner les différentes groupes sociaux concernées. Les majoritaires et les minorisés. Lorsque l'on observe la société française, dans un mode de problématisation des rapports sociaux de race, il y a une majorité blanche qui doit être étudiée.

#### Apparition du terme dans la littérature, les arts, le spectacle vivant francophone
En 2019, l'humoriste Fary commence son discours introductif à la Cérémonie des Molières, par un sarcastique "Salut les Blancs !". 
En 2023, Léonora Miano aborde le sujet dans son livre sur la blancheur. Elle donne des interview ou elle définit la blancheur ou blanchité comme une modalité du pouvoir.

#### Apparition du terme dans le champ politique
En 1952, Frantz Fanon (psychiatre révolutionnaire anticoloniale martiniquais et algérien) en parle quand il dit "Le blanc est enfermé dans sa blancheur" dans son ouvrage Peau noire, masques blancs.
En 2005, à la suite des révoltes des quartiers populaires, en réaction aux meurtres de Zyed Benna et Bouna Traoré, aux votes au sein du parlement français d'une loi polémique faisant la promotion des bienfaits de la colonisation française, et de l'Incendie de l'hôtel Paris-Opéra ou résidaient de nombreuses personnes précaires et de l'immigration post-coloniale, enclenche une nouvelle séquence.
C'est la création d'organisations politiques ayant à vocation de défendre les droits des personnes racisées ou issues de l'immigration post-coloniale, comme le Parti des indigènes de la République (PIR) ou le Conseil représentatif des associations noires (CRAN) qui porter une discours d'analyse politique assumant de nommer le groupe majoritaire comme "Blanc". On peut se rappeler une citation de Houria Bouteldja sur le plateau de Ce Soir ou Jamais, affirmant :
"On met toujours la focale sur les quartiers populaires […] en déficit de connaissances, de conscience politique, il faut les éduquer, etc. et on occulte complètement le reste de la société et ses privilèges […] et moi, j'ai envie de dire : c'est le reste de la société qu'il faut éduquer, […] c'est le reste de la société occidentale, enfin de ce qu'on appelle, nous, les souchiens — parce qu'il faut bien leur donner un nom —, les Blancs, à qui il faut inculquer l'histoire de l'esclavage, de la colonisation… […] la question de l'identité nationale, elle doit être partagée par tout le monde et c'est là qu'il y a un déficit de connaissances.
Dans son livre, La mécanique raciste (2007) Pierre Tevanian y consacre un chapitre éponyme. Dans son ouvrage, il explique que le racisme est un système conceptuel, de perceptions et d'affects. Il propose également une réflexion critique sur le fait d'être blanc. Il nous explique qu"être blanc ce n'est pas une affaire de couleurs de peau [...] mais plutôt :  de ne pas être identifiée comme noir(e), arabe, asiatique ou musulman(e) - bref, ne pas porter certains stigmates" ; "Être blanc, c'est avant tout ne pas subir la discrimination comme la subissent les non-blanc(he)s la subissent" [C'est] un rang social" Cela nous renvoie encore à l'idée de construit social abordé par Maxime Cervulle.

##### Émergence du terme dans la recherche
La question blanche apparait également autour des années 2005 dans le champ de la recherche.
Une nouvelle période que l'on peut résumer avec un extrait du texte introductif de l'anthologie De la question sociale à la question raciale sortie en 2006 d'un ensemble chercheur-ses et dirigé par Eric Fassin et Didier Fassin : « La nouveauté, c'est qu'on prend conscience aujourd'hui - comme l'on a toujours su dans les colonies, comme on ne l'a jamais oublié après les décolonisations, et comme on continue de l'énoncer sans ambages, par exemple dans le monde antillais, qu'il y a des Blancs. »
On observe deux journées d'études en février et octobre, respectivement à l'École normale supérieure de Paris et à l'École des hautes études en sciences sociales. C'est une nouvelle séquence avec comme prémisse les tensions raciales autour du vote de la loi portant sur les signes religieux à l'école. Elle-même réaction à succession de polémiques ou affaires lié aux ports du hijab dans certains espaces. Et cette attention portée sur les corps des femmes musulmanes rappellent les cérémonies de Dévoilement forcés en observant les traces historiques de l'histoire coloniale française.
Le concept de blanchité est également abordé dans l'anthologie dirigé par Sylvie Laurent et Thierry Leclère, De quelle couleur sont les blancs ? Des "petits blancs" des colonies au "racisme anti-Blancs" sortie en 2013. 
En 2018, Mathilde Cohen et Sarah  Mazouz organisent une journée d'études portant sur « La condition blanche. Réflexion sur une majorité française » à École des hautes études en sciences sociales à Paris. 
En 2019, Magali Bessone  organise une autre journée d'étude intitulée  « Whiteness Studies : Réflexion sur un rapport social »  à l'université Paris-1 Sorbonne.

## Critiques de la Blanchité
Plusieurs personnalités ont émis des critiques diverses au sujet de la Blanchité.

### Critique de la construction du terme
Le journaliste historien Emmanuel Debono aborde cette question avec un regard critique, dans un article publié dans Le Monde, le 28 juin 2020, en argumentant que « Le néologisme blanchité est problématique en ce qu’il associe le terme de blancheur – donné biologique dont on ne peut se départir – et celui d’identité qui se définit aussi bien par des éléments immuables que par des éléments choisis. La blanchité est de fait un concept qui tend, qu’on le veuille ou non, à enfermer ».

### Critique d'un concept américain importé
Le journaliste Eliott Mamane, dans une tribune du Le Journal du dimanche s'insurge en déclarant dans une tribune liée à des propos ayant été prononcé durant un débat sur BFM TV, avec Benjamin Duhamel, le dimanche 17 décembre, entre Mathilde Panot et Marion Maréchal sur le racisme en France : « L'explication bancale renvoie à des travaux de la sociologie structuraliste dont le versant américain a théorisé la notion de « racisme systémique ». Établissant un continuum de l’esclavage au XXIe siècle, c’est la « blanchité » des sociétés occidentales qui provoquerait le racisme. Celui-ci serait ainsi un sujet moins biologique que social. Selon les universitaires américains convaincus par cette idéologie, malgré les changements institutionnels opérés depuis la guerre de Sécession, les États-Unis restent alimentés par des schémas de représentation intrinsèquement racistes. L’originalité de la notion du racisme systémique est de ne pas se préoccuper des personnes qui, à titre individuel, seraient ethnodifférentialistes. Le propos se situe exclusivement à l’échelle macrosociale : que des individus soient racistes ou non à l’échelle micro n’influencerait en rien le caractère structurel du racisme dans les sociétés occidentales. Cette analyse, dont le seul objectif est de reprocher aux Occidentaux leur « blanchité », a traversé l’Atlantique ».

### Aux États-Unis
Sur sa page dédiée au concept, le musée national de l'histoire et de la culture afro-américaines reprend un tableau récapitulatif de la consultante en anti-racisme Judith Katz, résumant selon elle un certain nombre d'éléments caractéristiques des Américains blancs. Ces éléments incluent :
- un individualisme farouche (« rugged individualism (en) »), basé sur l'autonomie et l'indépendance, avec l'individu comme unité de base, qui est supposé contrôler son environnement (« on reçoit ce qu'on mérite »),
- une forte orientation à la compétition et à l'envie de victoire, avec une orientation à l'action et une prise de décision majoritaire (là où les Blancs sont la majorité),
- une justice basée sur le droit anglais, protégeant la propriété et les droits, où l'intention compte,
- une communication polie et non intrusive, évitant le conflit et la démonstration d'émotions,
- des congés basés sur les religions chrétiennes, l'« histoire blanche » et des leaders masculins,
- une histoire focalisée sur l'expérience des immigrants américains issus d'Europe du Nord, avec une focalisation forte sur l'Empire britannique et une primauté des traditions occidentale (gréco-romaine) et judéo-chrétienne,
- une éthique du travail protestante, où le travail est la clé du succès, il faut travailler avant de jouer et un échec est mis sur le compte d'un manque d'efforts,
- un accent sur la méthode scientifique, notamment une pensée objective, rationnelle et linéaire, avec des relations de cause à effet, et un accent quantitatif,
- une forte valorisation de la richesse, une identification de l'individu avec son travail, un respect de l'autorité,
- une vision du temps comme une ressource et des plannings rigides, une tendance à faire des plans pour l'avenir, à chercher le progrès et à s'attendre à « des lendemains meilleurs »,
- une famille à structure nucléaire avec mari, femme et 2 ou 3 enfants, un mari qui gagne l'argent et une femme au foyer, des enfants indépendants avec si possible leur propre chambre,
- une esthétique basée sur la culture européenne, une beauté féminine basée sur la blondeur et la minceur, une attractivité masculine basée sur le statut économique, le pouvoir et l'intelligence,
- une vision de la religion avec le christianisme comme norme et les religions non judéo-chrétiennes comme étrangères, et un refus de la déviation du concept de dieu unique[19].

### Belgique
Depuis 2019, il y a le compte SansBlancDeRien qui aborde les questions antiracistes. Estelle Depris, est une créatrice de contenus et formatrice en éducation antiraciste. Elle cherche à transmettre des clés de compréhensions du racisme systémique et de la blanchité. 
Un livre reprenant ses 5 années de travail sur la questions antiracistes et la blanchité sort en septembre 2024 : Mécanique du privilège blanc.

### Brésil
Au Brésil, la blanchité appelé « branquitude » est étudiée dans le champ académique des études de la blanchité « estudos da branquitude ».